# Westliche Marzellspitze
La Westliche Marzellspitze, en italien Punta di Marzèl Ovest, est un sommet des Alpes, qui culmine à 3 526 ou 3 529 m, dans le massif de l'Ötztal, à la frontière entre l'Autriche et l'Italie (Tyrol et province autonome de Bolzano).
La première ascension connue remonte à Moritz von Statzer, qui a atteint le sommet en compagnie des guides Alois Ennemoser et Gabriel Spechtenhauser le 30 septembre 1870.